# Сан Хосе Буена Агва (Дегољадо)
Сан Хосе Буена Агва (шп. San José Buena Agua) насеље је у Мексику у савезној држави Халиско у општини Дегољадо. Насеље се налази на надморској висини од 1775 м.

## Становништво
Према подацима из 2010. године у насељу је живело 9 становника.

### Хронологија
| Година       | 2000         | 2005 | 2010 |
| ------------ | ------------ | ---- | ---- |
| Становништво | 35 (17 / 18) | 11   | 9    |

### Попис
| # | Индикатор                     | Вредност |
| - | ----------------------------- | -------- |
| 1 | Укупно домаћинстава           | 5        |
| 2 | Укупно насељених домаћинстава | 2        |
| 3 | Величина локације             | 1        |